# Grupo Magiluth
O Grupo Magiluth é um grupo de teatro com pesquisa continuada fundado em 2004 e trilha um trabalho de pesquisa e experimentação constante na cena teatral recifense, sendo apontado como um dos principais grupos do país. Hoje, sua sede encontra-se no Recife Antigo, Pernambuco., coração da capital Pernambucana, local onde seus sete integrantes desenvolvem pesquisas e processos de criação, além de atividades formativas para o público em geral. Integram o grupo os atores Erivaldo Oliveira, Giordano Castro, Lucas Torres, Mário Sergio Cabral, Pedro Vilela, Pedro Wagner e Thiago Liberdade.

## O Grupo
O Magiluth é um grupo de teatro e pesquisa de Recife que segue uma metodologia de teatro de grupo, onde a organização e produção teatral é formada por um núcleo de atores, com objetivos e ideais semelhantes, que projetam e executam os trabalhos. Além disso, a ideologia adotada pelo grupo está atrelada ao desenvolvimento de construção de linguagem, um posicionamento político e estético perante o seu espaço e tempo e a autonomia no seu modo de produção.
Junto com outros grupos pioneiros, o Magiluth vem ampliando a cena teatral do estado como um importante grupo de teatro. Com a montagem de sete espetáculos desde 2007, o grupo também é um dos responsáveis pela fundação, em Pernambuco, do Grite (Grupos Reunidos de Investigação Teatral), que tem por objetivo discutir políticas públicas para o teatro de grupo em Pernambuco. O Magiluth realiza, desde 2012, também o TREMA!, Festival de Teatro de Grupo do Recife. Que tem como objetivo refletir alternativas e soluções que atendam as demandas dos Grupos Teatrais. As duas primeiras edições do Festival foram produzidas sem patrocínios oficiais.

## História
Possui em seu repertório sete espetáculos criados ao longo de sua existência, fomentando assim um teatro independente, de realização contínua e de extremo aprofundamento na busca pela qualidade estética. São eles: Corra (2007), Ato (2009), Um Torto (2010), O Canto de Gregório (2011), Aquilo que meu olhar guardou para você (2012), Viúva, porém Honesta (2012) e Luiz Lua Gonzaga (2012). Em 2011, participou do Programa Rumos Itaú Cultural – Teatro, projeto este que visava o compartilhamento de pesquisa entre os 22 principais grupos teatrais do país.
Em 2009 e 2013, ganhou da Associação de Produtores de Artes Cênicas de Pernambuco – APACEPE, os prêmios de melhor espetáculo de Pernambuco, pelos trabalhos Ato e Viúva,porém Honesta. Em 2012, foi escolhido pela Folha de S.Paulo como segunda melhor estreia do teatro nacional com o espetáculo Aquilo que meu olhar guardou para você, além de ter recebido o Prêmio Talentos do Brasil na área das Artes Cênicas, pela Revista Contigo! Em 2013, foi escolhido o principal grupo teatral do país pelo portal R7 – Record.
					Circulou com seus trabalhos por mais de 15 capitais brasileiras, além de ter realizado projetos de intercâmbio em Lisboa (Portugal) e Londres (Inglaterra). Participou também dos principais festivais de teatro do país, tais como: FILTE – Festival Latino Americano da Bahia (2008), Cena Contemporânea Brasília (2009), Porto Alegre em Cena (2009 e 2013), Festival de Curitiba (2013), FIAC – Festival Internacional de Artes Cênicas (2012), Cena Brasil Internacional (2013) e FILO – Festival Internacional de Londrina (2013). 
Uma vez que suas ações não se resumem a espetáculos, em 2013 realizou os projetos de intervenções urbanas intitulados Desterritorializando Corpos, Mapeando Sensações, em parceria com a artista brasileira radicada na Argentina, Flávia Pinheiro, que resultou em outra investigação intitulada Intervenções Urbanas com Mídias Locativas, composto por 32 ações no espaço urbano.
Desde 2012, realiza anualmente o TREMA! – Festival de Teatro de Grupo do Recife, proporcionando o contato do público recifense com os principais coletivos teatrais do país e desenvolvendo espetáculos, oficinas, mostra de vídeos e lançamentos de livros.
					Ainda neste ano, o Grupo Magiluth celebrará seus 10 anos de trajetória com a circulação de seu repertório através do projeto Palco Giratório – SESC por mais de 45 cidades do país, desenvolverá o processo de intercâmbio de pesquisa sobre a Felicidade com o grupo português Mala Voadora, com estreia agendada para setembro de 2015 no CCB - Centro Cultural Belém, em Lisboa. 

## Espetáculos
- Dinamarca (2017)[7]
- O ano em que sonhamos perigosamente (2015)[7]
- Luiz Lua Gonzaga (2012)[8]
- Viúva, porém honesta (2012)[3]
- Aquilo que meu olhar guardou para você (2012)[9]
- O Canto de Gregório (2011)[10]
- Um Torto (2010)[11]
- Ato (2008)[12]
- Corra (2007)[13]